# Branko Stanković
Branislav Stanković, detto Branko, in serbo Бранислав "Бранко" Станковић? (Sarajevo, 21 ottobre 1921 – Belgrado, 20 febbraio 2002), è stato un allenatore di calcio e calciatore jugoslavo.

## Carriera

### Da giocatore
Inizia la carriera nel 1939 nello Slavija Sarajevo, per poi giocare, negli anni della seconda guerra mondiale nelle file del BSK Belgrado.
Dopo la guerra gioca il primo campionato di Jugoslavia con la maglia "nazionale" della Repubblica Socialista di Bosnia ed Erzegovina.
Nel 1946 viene ingaggiato dalla Stella Rossa di Belgrado, di cui diventa una delle prime bandiere, vincendo quattro campionati della RSF di Jugoslavia e altrettante Coppe di Jugoslavia, oltre alla Mitropa Cup 1958.
Con la Nazionale jugoslava vanta 61 presenze e la partecipazioni alle Olimpiadi del 1948 e alle Olimpiadi del 1952, vincendo, in entrambe le occasioni la medaglia d'argento, a cui si aggiunge la partecipazione ai Mondiali del 1950 e ai Mondiali del 1954.

### Da allenatore
Appese le scarpette al chiodo, inizia ad allenare, in Jugoslavia, lo Željezničar, la Nazionale jugoslava, e, in due periodi diversi la Stella Rossa; in Grecia, all'AEK Atene; in Portogallo, al Porto; e soprattutto in Turchia, al Fenerbahçe e al Beşiktaş.

## Palmarès

### Giocatore

#### Club

##### Competizioni nazionali
- Campionato jugoslavo: 4

Stella Rossa: 1951, 1952-1953, 1955-1956, 1956-1957
- Coppa di Jugoslavia: 4

Stella Rossa: 1948, 1949, 1950, 1958

##### Competizioni internazionali
- Coppa Mitropa: 1

Stella Rossa: 1958

#### Nazionale
- Argento olimpico: 2

Londra 1948, Helsinki 1952

### Allenatore
- Campionato greco: 1

AEK Atene: 1970-1971
- Campionato jugoslavo: 2

Stella Rossa: 1979-1980, 1980-1981
- Campionato turco: 2

Fenerbahçe: 1982-1983
Beşiktaş: 1985-1986
- Coppa di Turchia: 1

Fenerbahçe: 1982-1983
- Coppa del Presidente turco: 2

Fenerbahçe: 1984
Beşiktaş: 1986